# Neuroblastome
 (février 2024).
La mise en forme du texte ne suit pas les recommandations de Wikipédia : il faut le « wikifier ».
Les points d'amélioration suivants sont les cas les plus fréquents. Le détail des points à revoir est peut-être précisé sur la page de discussion.
- Les titres sont pré-formatés par le logiciel. Ils ne sont ni en capitales, ni en gras.
- Le texte ne doit pas être écrit en capitales (les noms de famille non plus), ni en gras, ni en italique, ni en « petit »…
- Le gras n'est utilisé que pour surligner le titre de l'article dans l'introduction, une seule fois.
- L'italique est rarement utilisé : mots en langue étrangère, titres d'œuvres, noms de bateaux, etc.
- Les citations ne sont pas en italique mais en corps de texte normal. Elles sont entourées par des guillemets français : « et ».
- Les listes à puces sont à éviter, des paragraphes rédigés étant largement préférés. Les tableaux sont à réserver à la présentation de données structurées (résultats, etc.).
- Les appels de note de bas de page (petits chiffres en exposant, introduits par l'outil «  Source ») sont à placer entre la fin de phrase et le point final[comme ça].
- Les liens internes (vers d'autres articles de Wikipédia) sont à choisir avec parcimonie. Créez des liens vers des articles approfondissant le sujet. Les termes génériques sans rapport avec le sujet sont à éviter, ainsi que les répétitions de liens vers un même terme.
- Les liens externes sont à placer uniquement dans une section « Liens externes », à la fin de l'article. Ces liens sont à choisir avec parcimonie suivant les règles définies. Si un lien sert de source à l'article, son insertion dans le texte est à faire par les notes de bas de page.
- La présentation des références doit suivre les conventions bibliographiques. Il est recommandé d'utiliser les modèles {{Ouvrage}}, {{Chapitre}}, {{Article}}, {{Lien web}} et/ou {{Bibliographie}}. Le mode d'édition visuel peut mettre en forme automatiquement les références.
- Insérer une infobox (cadre d'informations à droite) n'est pas obligatoire pour parachever la mise en page.

Pour une aide détaillée, merci de consulter Aide:Wikification.
Si vous pensez que ces points ont été résolus, vous pouvez retirer ce bandeau et améliorer la mise en forme d'un autre article.
 Mise en garde médicale
Le neuroblastome est un cancer pédiatrique qui se développe à partir de cellules nerveuses immatures nommées neuroblastes. Ce cancer est le premier cancer solide extra cranien chez l’enfant. Cette pathologie se distingue par sa grande hétérogénéité, puisque les formes localisées de la maladie peuvent régresser spontanément sans intervention, tandis que certaines formes métastatiques peuvent avoir une issue fatale malgré des mois voire des années de thérapies intensives.

## Épidémiologie

### Incidence
En France le neuroblastome représente 8% des cancers pédiatriques, ce qui en fait le 4e cancer pédiatrique le plus fréquent derrière les leucémies, les tumeurs du système nerveux central et les lymphomes. Cependant, pour les enfants de moins d’un an, c’est le cancer le plus fréquent. Il représente environ 120 à 150 nouveaux cas par an en France.
Ce cancer concerne en grande majorité les jeunes enfants, puisque dans 90% des cas les patients ont moins de 5 ans au diagnostic. L’âge médian au diagnostic est de 18 mois.
Selon une étude de 2014, le neuroblastome est plus fréquent chez les garçons que chez les filles, sans aucune explication biologique claire pour l’instant.

### Survie
Ces dernières décennies[Quand ?], la survie à 5 ans - c’est-à-dire la proportion de patients en vie 5 ans après le diagnostic - s’est améliorée, passant de 34% en 1975 à 83% en 2017,,. Cependant, pour les patients présentant une maladie à haut risque, bien que la survie à 5 ans ait également progressé celle-ci est encore inférieure à 50%.

### Rares cas adultes
Puisque le neuroblastome est un cancer dont les cellules d’origine sont embryonnaires, les cas chez les adultes sont rares et peu décrits. Quelques rares cas ont néanmoins été rapportés chez l'adulte.

## Symptômes et signes cliniques
Du fait de la localisation de la tumeur primaire le long de la colonne vertebrale ou au niveau de la glande surrénale, les symptômes visibles peuvent être une grosseur au niveau du cou, du thorax ou de l’abdomen associée ou non à de la douleur. Les autres symptomes sont le plus souvent relatifs à la localisation des métastases (moelle osseuse, os, foie, peau):
- douleurs osseuses
- boiterie
- paralysie
- fièvre
- perte de poids
- douleurs
- irritabilité
- anémie
- Altération de l'état général et douleurs osseuses en lien avec des métastases ostéomédullaires
- hypertension arterielle du fait de la compression vasculo-rénale
- Syndrome opsomyoclonique (opsoclonies, ataxie, et d'autres mouvements anormaux)
- Diarrhées paranéoplasiques en lien avec une hyper-sécrétion de VIP
- Hématomes péri-orbitaires en lien avec des métastases, sous le nom de Syndrome de Hutchinson, exophtalmie
- Nodules bleutés sous-cutanés enchâssés dans le derme
- Hépatomégalie métastatique appelée Syndrome de Pepper[10]

## Origine

### Etiologie
Dans certains cas, certaines altérations moléculaires (ou mutations génétiques) ont pu être mises en évidence comme étant impliquées dans la survenue de neuroblastomes :
- Neuroblastome familiaux : Environ 1 à 2% des patients présentent un neuroblastome héréditaire[11], qui se transmet au sein d’une famille. Deux altérations génétiques découvertes au début des années 2000 sont aujourd’hui connues pour être impliquées dans ces cas familiaux : une mutation du gène ALK[12] provoquant l’activation aberante de cette enzyme (mutation présente dans la majorité des neuroblstomes familiaux), et la mutation du gène PHOX2B[13] impliqué dans le développement du système nerveux. (mutation présente dans 6 à 10% des cas de neuroblastome familiaux).
- Neuroblastomes sporadiques : Divers facteurs génétiques ont été identifés comme impliqués dans l’initiation et/ou la progression de la maladie :
  - Amplification du gène MYCN. Cela signifie que le nombre de copies du gène MYCN dans le génome est augmenté. Cette amplification favorise la croissance du cancer, et est un marqueur majeur de mauvais pronostic[14].
  - Réarrangement du gène TERT engendrant la surexpression de celui-ci, impliqué dans l’activation de la maintenance des télomères. Ce réarrangement est un marqueur de mauvais pronostic[15].
  - Mutation du gène ATRX[16]
  - Altération des gènes de la voie RAS-MAPK et p53[17].
  - Amplification de régulateurs positifs de MYCN[18].
  - Amplification de régions menant à la surexpression de CDK4 et MDM2. Marqueurs de mauvais pronostics[19].

Les altérations génétiques impliquées dans les neuroblastomes sont âge-dépendantes.

### Facteurs de risque
Diverses maladies génétiques sont associées à un risque plus élevé de développer un neuroblastome :
- Maladie de Hirschsprung (absence de nerfs dans certaines parties de l’intestin)
- syndrome de l’hypoventilation centrale congénitale.
- neurofibromatose de type 1, ou maladie de Von Recklinghausen.
- Syndrome de Beckwith-Wiedemann
- Syndrome de Li-Fraumeni
- Syndrome de Costello

### Origine développementale
Un article scientifique publié en 2023 a démontré que le neuroblastome se développait dès le premier trimestre de grossesse, à la suite de divisions cellulaires aberrantes.
Lors du développement de l’embryon, des cellules de la crête neurale appelées neuroblastes vont migrer le long de la colonne vertébrale et s’y différencier. Selon l’endroit où elles se différencient, elles donneront les chaînes sympathiques latéro-vertébrales, ou les neurones de la glande surrénale. Lors de cette différenciation, les divisions cellulaires peuvent être aberrantes et induire la formation d’un neuroblastome.

## Prise en Charge Clinique

### Diagnostic
Le diagnostic de cette maladie nécessite une combinaison de différents tests histologiques, biochimiques et d’imagerie, notamment :
- Examens biologiques pour mesurer la fonction hépatique et rénale (dosage de la créatinine sérique, de la lactate déshydrogénase, des métabolites des catécholamines urinaires tels que l’acide vanillylmandélique et l’acide homovanillique, temps de céphaline activée, …)
- Examens d’imagerie médicale : echographie, radiographie, tomodensitométrie, IRM, scintigraphie osseuse, tomographie par émission de positons, afin de localiser la tumeur, les potentielles métastases, et de définir l’IDRF (image defined risk factor).
- Biopsie tumorale, afin de rechercher une éventuelle amplification de MYCN ou d’autres altérations génétiques.
- Aspirations de la moelle osseuse, afin d’évaluer la présence de cellules de neuroblastome.

### Stadification
Le neuroblastome étant un cancer très hétérogène, différentes classifications existent. La plus récente est celle du Neuroblastoma Risk Group Staging System (INRGSS), qui permet de déterminer le stade du cancer avant les traitements, et sans intervention chirurgicale, facilitant ainsi la comparaison entre les essais cliniques.
| Stade | Caractéristiques |
| L1    | La tumeur est localisée à l’endroit où elle a pris naissance, elle ne s’est pas propagée à d’autres régions du corps. Aucun IDRF.            |
| L2    | La tumeur s’est propagée à une région voisine. Présence d’au moins un IDRF à l’imagerie.                                                     |
| M     | La tumeur s’est propagée à d’autres parties du corps distantes.                                                                              |
| MS    | Uniquement pour les enfants de moins de 18 mois dont la tumeur s’est propagée à la peau, le foie et/ou la moelle osseuse en petite quantité. |

### Définition du groupe de risque
À partir de la stadification INRGSS, le Children’s Oncology Group a proposé pour chaque stade 4 groupes de risques basés sur l’âge du patient, les potentiels symptômes liés aux métastases, l’amplification de MYCN, l’histologie et la taille de la tumeur, et d’autres critères : faible risque prévisionnel, faible risque, risque intermédiaire, et risque élevé. Ces groupes de risque vont définir les traitements utilisés pour soigner le patient, mais aussi son pronostic et le risque de rechute.
L’âge est un facteur important dans la classification de la pathologie : 80% des patients de risque élevé ont plus de 12 mois et sont en stade M ou MS. De plus, plus de 50% des patients présentent des métastases au diagnostic, qui sont en majorité situées dans la moelle osseuse, les os, le foie et la peau.

### Traitements
Selon le groupe de risque, les traitements varient de l’observation seule (car certaines tumeurs locales se résorbent spontanément) à la chirurgie cytoréductrice seule ou couplée à une chimiothérapie de faible intensité pour les patients à faible risque, jusqu’à des thérapies multimodales (chimiothérapie, immunothérapie, radiothérapie,...) intensives pour les patients de risque élevé. L’utilisation des groupes de risque pour déterminer le traitement à appliquer a permis de réduire l’intensité des thérapies pour les enfants avec une maladie de faible risque, ou de risque intermédiaire.
| Groupe de risque           | Traitements principaux | Survie à 5 ans |
| Risque faible prévisionnel | Observation | >95%           |
| Risque faible              | Observation ou chirurgie | >95%           |
| Risque intermédiaire       | Chirurgie et chimiothérapie | 90 à 95%       |
| Risque élevé               | Chirurgie puis chimiothérapie d’induction puis chimiothérapie intensive de consolidation avec sauvetage par greffe de cellules souches puis immunothérapie de maintenance et radiothérapie | <50%           |

- La chirurgie cytoréductrice vise à retirer le cancer de son site initial localisé, en enlevant une petite quantité de tissus autour de la tumeur. Cependant, il arrive que des cellules cancéreuses se soient propagées à d’autres endroits du corps, et ne puissent donc pas être retirées.
- La chimiothérapie utilise des médicaments permettant de tuer les cellules cancéreuses, ou du moins d’empêcher leur développement. Chez les patients à risque élevé, elle est administrée avant et après la chirurgie. Le carboplatine, le cyclophosphamide, la doxorubicine, l'étoposide, le topotécan, le cisplatine et la vincristine sont des médicaments de chimiothérapie souvent utilisés pour le traitement du neuroblastome.
- La chimiothérapie intensive de consolidation avec sauvetage par greffe de cellules souches consiste en l’administration de doses très élevées de chimiothérapie pour tuer les cellules cancéreuses restantes. Cependant, ces doses sont si élevées qu’elles détruisent aussi les cellules souches de la moelle osseuse. Le patient est donc greffé avec ses propres cellules souches, qui lui ont été prélevées avant le traitement.
- La radiothérapie permet d’éliminer les cellules cancéreuses restantes dans le corps après l’intervention chirurgicale.
- L’immunothérapie de maintenance consiste à utiliser des anticorps ciblant des protéines spéciales qui sont présentes sur les cellules cancéreuses. Les cellules immunitaires peuvent ensuite reconnaître et tuer la cellule cancéreuse. Aujourd’hui les anticorps Dinutuximab et Dinutuximab anti GD2 approuvés par la FDA en 2015 sont utilisés.

### Effets secondaires à long terme
À cause de la toxicité des traitements, les patients traités pour un neuroblastome de risque élevé ont une plus haute prévalence de,,, :
- cancers secondaires,
- endocrinopatologies,
- dysfonctions rénales
- pertes d’audition
- problèmes de croissance
- puberté tardive
- infertilité
- hypothyroïdisme
- scolioses
- problèmes dentaires

À titre de comparaison, le risque de cancer secondaire dans les 10 ans après le diagnostic est de 1.8% pour les patients traités pour un neuroblastome de haut risque contre 0.94% pour les patients traités pour un neuroblastome de faible risque.
Le risque de récidive de la pathologie est le plus élevé au cours des 2 années suivant la fin du traitement, et extrêmement faible en l’absence de signes du cancer 5 ans après la fin du traitement. Les patients souffrant d’un neuroblastome de risque élevé présentent un risque de 50% de rechute après être entrés en rémission. Ce risque est compris entre 5 et 15% pour les patients souffrant d’une maladie à faible risque.

## Recherches actuelles
Les chercheurs et les chercheuses tentent d’améliorer la réponse initiale des patients atteints d’un neuroblastome de haut risque, avec des thérapies ciblées, des protocoles d’induction par radiothérapie, ou encore de la médecine de précision pour les patients souffrant de rechute ou d’un neuroblastome résistant aux traitements.